# Francisque de Corcelle
 (juin 2025).
Claude François Philibert Tircuy de Corcelles, dit Francisque de Corcelle, né le 2 juin 1802 à Marcilly (Rhône) et mort le 3 septembre 1892 à Paris, est un homme politique français.

## Biographie
Fils de Claude Tircuy de Corcelles, député, et petit-fils par alliance du côté de sa belle-mère (Marie Antoinette Virginie Motier de La Fayette) du général La Fayette, il participe avec son père, sous la Restauration, au complot de la Charbonnerie. Il est député de l'Orne de 1839 à 1848, siégeant dans l'opposition libérale. Il est réélu sous la Deuxième République, et siège à droite. 
Proche de Tocqueville, alors ministre des Affaires étrangères, il est ambassadeur de France auprès de la République romaine en 1849.
Opposé à l'Empire, il n'occupe aucune fonction entre 1851 et 1870. Il est représentant du Nord de 1871 à 1876, siégeant à droite. Il est ambassadeur de France auprès du Saint-Siège de 1873 à 1876.

## Œuvres
- (sous le nom François de Corcelles), Documents pour servir à l'histoire des conspirations, des parties et des sectes, Paulin, Paris, 1831
- De la suppression de l'impôt du timbre sur les journaux, et de la réduction de leur cautionnement, 1835
- Souvenir de 1848, première intervention dans les affaires de Rome, 1857
- Situation financière et politique du Saint-Siège, 1870
- Correspondance d'Alexis de Tocqueville et de Francisque de Corcelle, éd. 1983
- Ce que je sais de mes ancêtres, vers 1875 (manuscrit non publié)

## Sources
- « Francisque de Corcelle », dans Adolphe Robert et Gaston Cougny, Dictionnaire des parlementaires français, Edgar Bourloton, 1889-1891 [détail de l’édition]